# Aparecida do Rio Negro
Pour les articles homonymes, voir Aparecida.
Aparecida do Rio Negro est une municipalité brésilienne située dans l'État du Tocantins.